# Kamperplaat

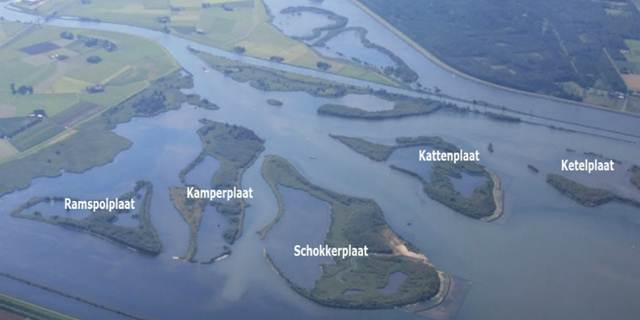
De nieuwe eilanden in de IJsselmonding

De Kamperplaat is een van de zeven kunstmatige onbewoonde eilanden die tussen 2002 en 2006 zijn opgespoten in de IJsselmonding tussen de Nederlandse plaatsen Kampen en Dronten. De eilanden Ramspolplaat, Kamperplaat, Schokkerplaat, Kattenplaat en Ketelplaat liggen nabij het Kattendiep. In 2016 kregen de bovengenoemde eilanden een naam. Kamperplaat is het dichtst gelegen bij het Kattendiep, het Keteleiland en bij de Rechterveldpolder op Kampereiland. De eilanden Hanzeplaat en IJsseloog behoren tot de gemeente Dronten, de andere vijf eilanden/platen maken onderdeel uit van de gemeente Kampen 
Het eiland wordt beheerd door Staatsbosbeheer en ligt in het Nationaal Landschap IJsseldelta.
In het gebied komen veel verschillende vogelsoorten voor, waaronder de zeearend.

## Afbeeldingen

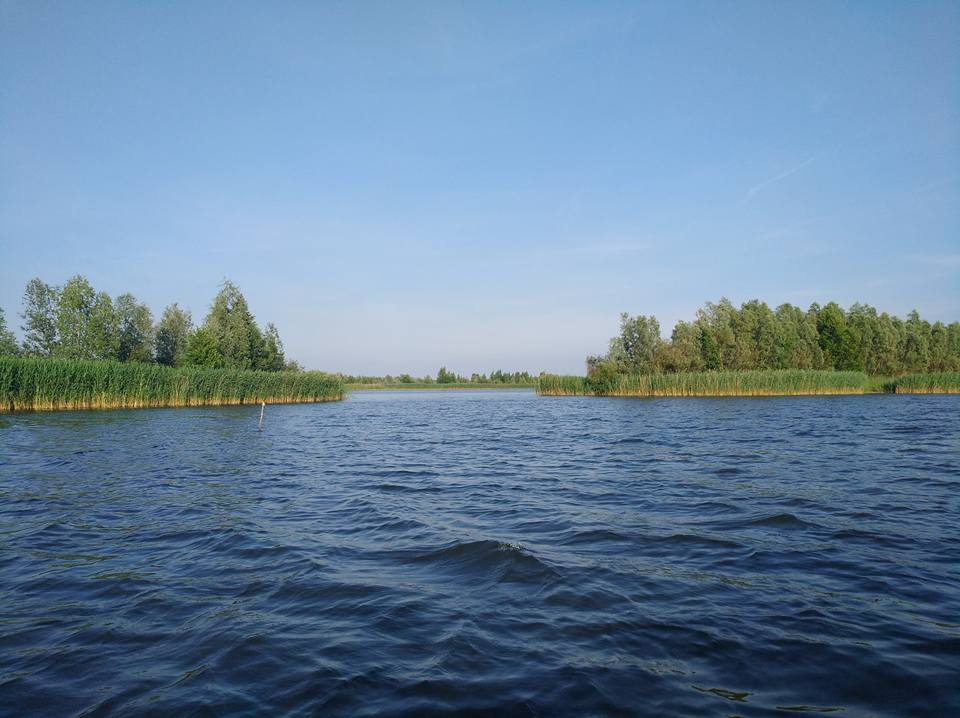
Doorkijk vanaf het Ketelmeer naar Schokkerplaat (links) en Kamperplaat rechts
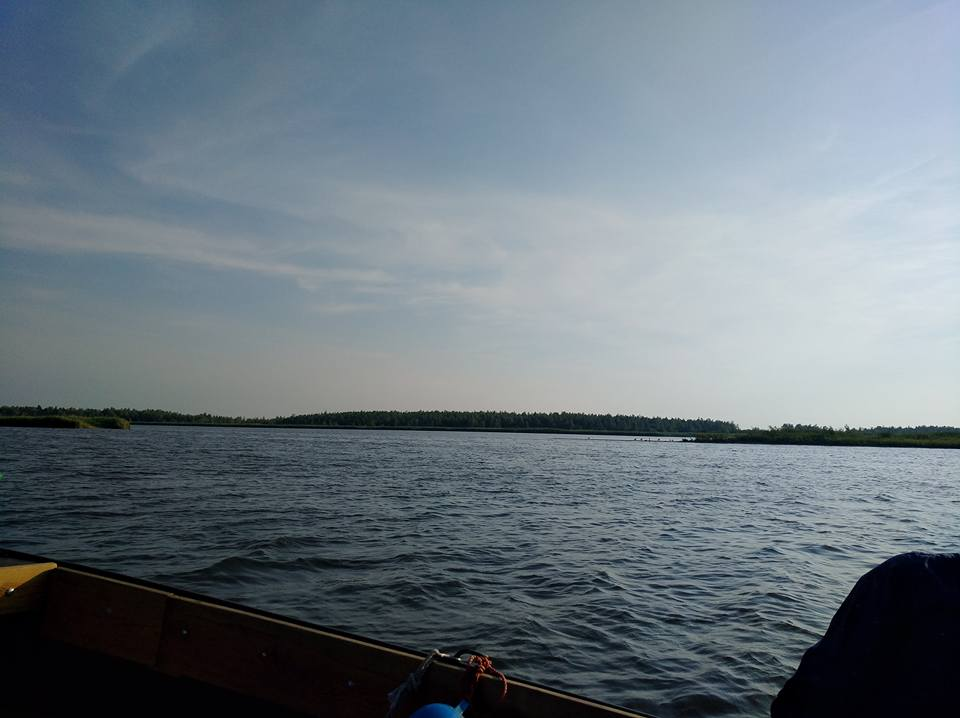
Doorkijkje naar Schokland, vanaf het Ketelmeer met links Schokkerplaat en rechts Kamperplaat.